# Академія футболу імені Юрія Конопльова

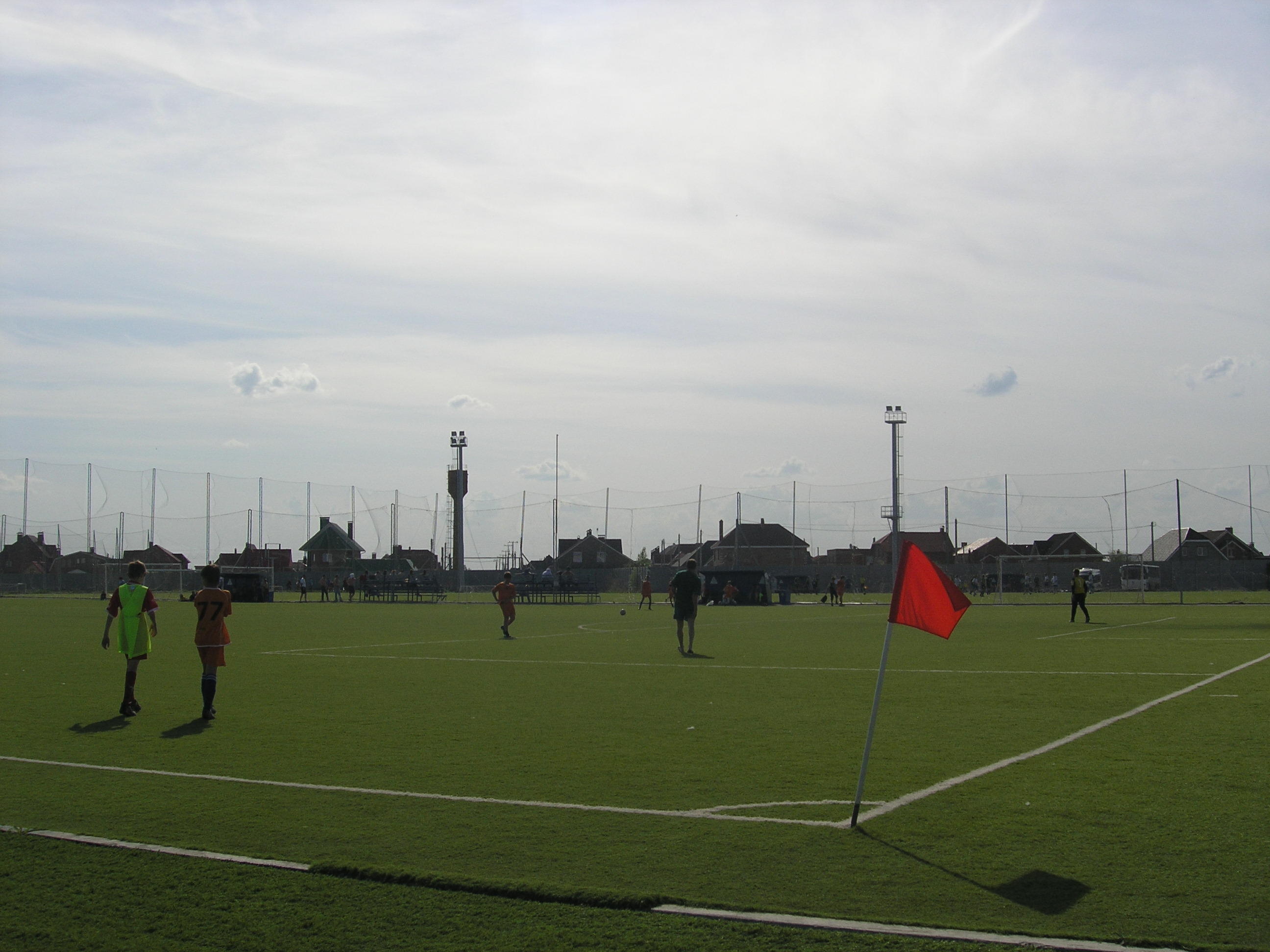
Поле Академії

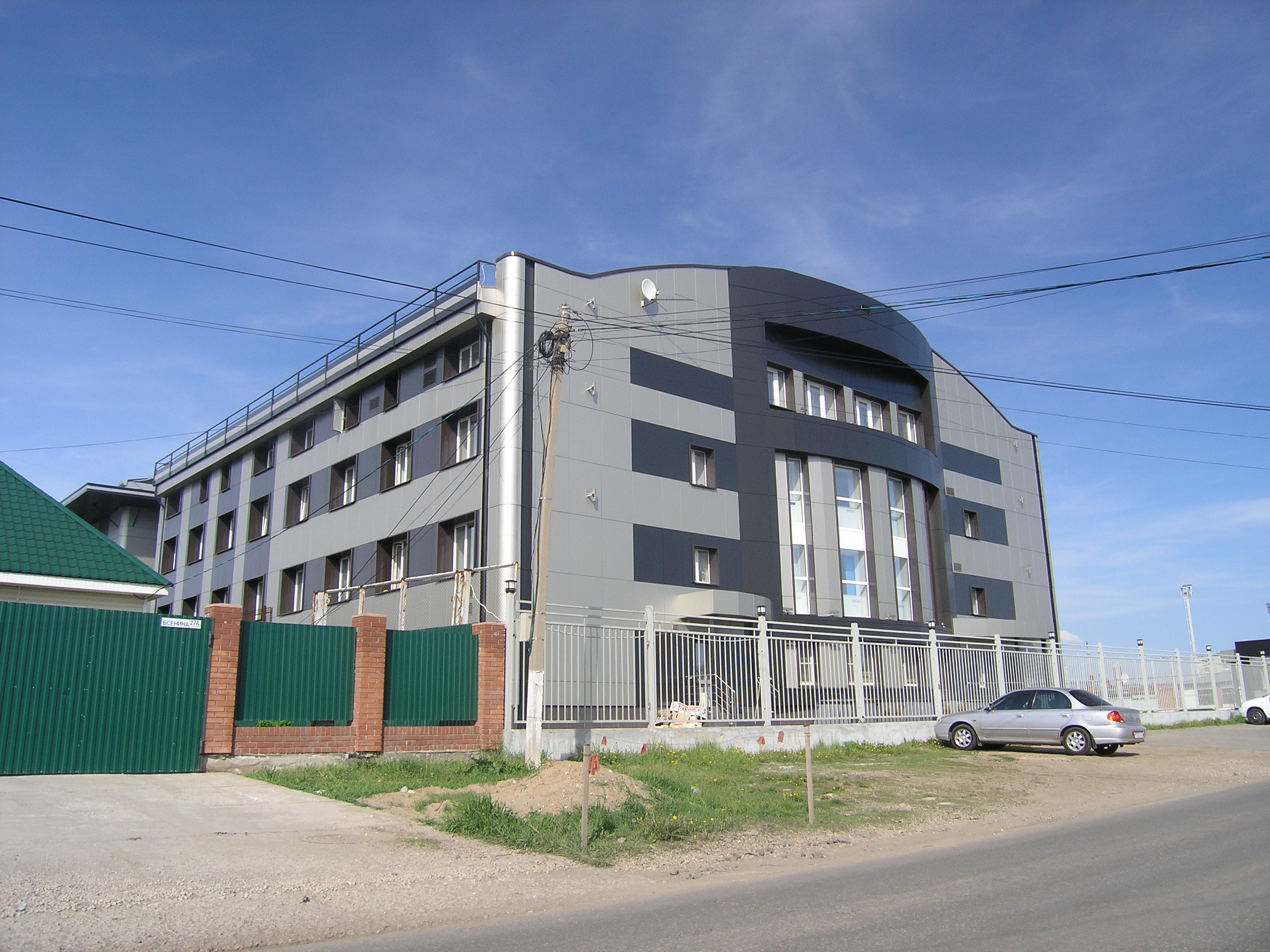
Офіс Академії

Академія футболу імені Юрія Конопльова (рос. Академия футбола имени Юрия Коноплёва) — центр підготовки футболістів в місті Тольятті, Росія, створений в 2003 році.
СДЮШОР «Лада» була заснована в серпні 2003 бізнесменом, президентом групи компаній «Стандарт-Лада» Юрієм Конопльовим, потім була перейменована в СДЮШОР «Крила Рад». 1 липня 2006 року на сороковому році життя Юрій Конопльов помер від серцевого нападу. 20 червня 2007 року школа була названа на його честь. Фінансування академії взяв на себе фонд «Національна академія футболу» за участю Групи компаній «Стандарт-Лада».
У 2006 році академії був переданий клуб «Крила Рад-СІК», перейменований в 2008 році в «Академію». У 2012 році «Національна академія футболу» припинила фінансування академії, професійна команда була закрита.
У 2015 році Академія футболу імені Юрія Конопльова розпочала виступ у третьому дивізіоні МФС Приволжжя, об'єднавшись з молодіжною командою ФК «Лада-Тольятті». Команда отримала назву «Академія-Лада-М».
Розташований у п. Приморський Самарської області. Має розвиненою інфраструктурою. Перебуває на балансі Самарської області.
Найвідомішими випускниками тольяттінської академії футболу є Алан Дзагоєв, Артур Юсупов, Станіслав Крицюк та Роман Ємельянов.